# Männer (Chor)
Männer war ein christlicher Männerchor aus befreundeten Popmusikern der Szene.

## Geschichte
Unter der Leitung von Armin Müller, der als Arrangeur, Chorleiter, Pianist und musikalischer Leiter fungierte, wurde die Formation Anfang der 1990er Jahre gegründet. Das Debütalbum unter dem gleichnamigen Titel Männer veröffentlichte der Chor mit der Anmerkung „zehn ausgewählte Männerstimmen in einem musikalischen Abenteuer“. Neben Arrangements von bekannten christlichen Liedern wie „Kum ba yah, my Lord“ wurden auch eigene Songs geschrieben, wobei Burkhard Müller maßgeblich für die Texte und Armin Müller für die musikalische Untermalung verantwortlich war. Dies kam besonders bei dem Titel "Lass mich hören", einer ruhigen, nachdenklichen Ballade, zum Ausdruck.
Das Album erschien im ERF-Verlag und zu den Mitwirkenden zählten bekannte Stimmen der christlichen Popmusik wie Eberhard Rink und Helmut Jost. Der musikalische Stil des Debütalbums zeichnete sich durch eine reduzierte Verwendung von Instrumenten und dem Fokus auf die Stimmen aus. Hauptsächlich zum Einsatz kamen Klavier und Fender Rhodes (gespielt von Armin Müller), Bass (gespielt von Helmut Jost), Schlagzeug sowie Querflöte (gespielt von Arnd Schuler, einem langjährigen Freund und Musiker, der sich gegen die Karriere als Querflötist bei den Berliner Philharmonikern und für das Studium der Chirurgie entschied).
Das nachfolgende Album Typisch Männer erschien 1993 ebenfalls im ERF-Verlag. Das Programm setzte sich wiederum aus deutschen und englischen Titeln unterschiedlicher Stilrichtung zusammen und wurde im Pop-Gospel-Sound interpretiert. Als drittes Album veröffentlichte der Chor ein Weihnachtskonzept unter dem Titel Weihnachts-Männer. Als Gäste wirkten hier unter anderem Manfred Siebald, Danny Plett und mit Ruthild Wilson auch eine Frauenstimme mit.
Das letzte Album Down By The Riverside erschien 1997 bei Geraphon.

## Besetzung
Die feste Besetzung des Chores ohne übliche Gastsänger setzte sich wie folgt zusammen:
- 1. Tenor: Andreas Fritsch, Uwe Hinze, Eberhard Rink
- 2. Tenor: Jens-Oliver Müller, Harald Rink, Rainer Neumann
- 1. Bass: Axel Peter, Burkhard Müller, Armin Müller
- 2. Bass: Gerhard Lehr, Bernd Seipel

## Diskografie
- Männer (ERF-Verlag)
- Typisch Männer (ERF-Verlag)
- Weihnachts-Männer (ERF-Verlag)
- Down By The Riverside (Geraphon)